# Нова Карчма (гміна)
Гміна Нова Карчма (пол. Gmina Nowa Karczma) — сільська гміна у північній Польщі. Належить до Косьцерського повіту Поморського воєводства.
Станом на 31 грудня 2011 у гміні проживало 6695 осіб.

## Територія
Згідно з даними за 2007 рік площа гміни становила 113.33 км², у тому числі:
- орні землі: 69.00%
- ліси: 18.00%

Таким чином, площа гміни становить 9.72% площі повіту.

## Населення
Станом на 31 грудня 2011:
| Опис     | Загалом | Загалом | Чоловіки | Чоловіки | Жінки | Жінки |
| -------- | ------- | ------- | -------- | -------- | ----- | ----- |
| одиниця  | осіб    | %       | осіб     | %        | осіб  | %     |
| все      | 6695    | 100     | 3364     | 50.25    | 3331  | 49.75 |
| міське   | 0       | 100     | 0        |          | 0     |       |
| сільське | 6695    | 100     | 3364     | 50.25    | 3331  | 49.75 |

## Сусідні гміни
Гміна Нова Карчма межує з такими гмінами: Косьцежина, Лінево, Пшивідз, Скаршеви, Сомоніно.